# John Hillerman
John Benedict Hillerman (* 20. Dezember 1932 in Denison, Texas; † 9. November 2017 in Houston, Texas) war ein US-amerikanischer Schauspieler. Bekannt wurde er durch seine Verkörperung des Jonathan Higgins in der Krimiserie Magnum an der Seite von Tom Selleck.

## Leben und Karriere
Der Sohn eines deutschamerikanischen Tankstellenbesitzers erwarb bereits während seiner Dienstzeit bei der US Air Force schauspielerische Erfahrungen in einer Theatergruppe. Ende der 1950er-Jahre nahm seine professionelle Bühnenkarriere ihren Anfang. Bei seinem ersten Einsatz vor einer Filmkamera war er fast 40 Jahre alt. In den 1970er-Jahren besetzte Regisseur Peter Bogdanovich ihn als Nebendarsteller in seinen Filmen Die letzte Vorstellung, einem Drama, in dem er als Lehrer zu sehen ist, als Hotelmanager in der Komödie Is’ was, Doc? sowie in einer Doppelrolle als Sheriff und Schmuggler in dem komödiantischen Drama Paper Moon mit Ryan und Tatum O’Neal. Zu sehen war er zudem als Yelburton in Roman Polańskis Mystery-Thriller Chinatown und als Bürger Howard Johnson in Mel Brooks’ Westernkomödie Der wilde wilde Westen.
Seinen Durchbruch im Medium Fernsehen hatte Hillerman in der Rolle des arroganten Radioshowdetektivs Simon Brimmer in der Serie Ellery Queen (1975–1976), einer modernisierten Version der gleichnamigen Buchserie. Im Jahr 1978 spielte er in der erfolgreichen Fernsehserie Unsere kleine Farm in der Episode Harriets Klatschzeitung den Zeitungsverleger Sterling Murdoch. Noch größerer Erfolg war Hillerman mit der Rolle des Briten Jonathan Higgins an der Seite von Tom Selleck in der von 1980 bis 1988 laufenden  Krimiserie Magnum beschieden. Für diese Darstellung wurde er sowohl mit einem Golden Globe Award als auch einem Emmy ausgezeichnet. Die Figur des eitlen, aber sympathischen Higgins verkörperte Hillerman als Gaststar noch in drei weiteren Serien: Mord ist ihr Hobby, Simon & Simon und Zurück in die Vergangenheit. Nachdem er in der Folge Morde auf Hawaii den Higgins in Mord ist ihr Hobby gespielt hatte, verkörperte Hillerman sechs Jahre später in der Folge Ein Imperium erzittert die Figur des Edgar Greenstreet.
Ebenfalls erfolgreich war er in der Hauptrolle des Bösewichtes Christie Mack Teak in dem komödiantischen Drama Abenteurer auf der Lucky Lady an der Seite von Gene Hackman, Burt Reynolds und Liza Minnelli. Des Weiteren spielte er Sir Francis Commarty, eine der Hauptrollen in den ersten beiden Teilen der dreiteiligen Verfilmung von Jules Vernes Abenteuergeschichte In 80 Tagen um die Welt an der Seite von Pierce Brosnan, Christopher Lee und Sir Peter Ustinov.
Sein Schaffen bei Film und Fernsehen umfasst mehr als 70 Produktionen. Zuletzt war er 1996 als Schauspieler in Erscheinung getreten.
Nachdem Hillerman sich von der Schauspielerei zurückgezogen hatte, lebte er wieder in seiner Heimat Texas und verbrachte dort seinen Ruhestand. Im November 2017 starb er dort im Alter von 84 Jahren in seinem Haus an einer Herz-Kreislauf-Erkrankung.

## Filmografie (Auswahl)
- 1970: Zehn Stunden Zeit für Virgil Tibbs (They Call Me Mister Tibbs!)
- 1971: Lawman
- 1971: Die letzte Vorstellung (The Last Picture Show)
- 1972: Is’ was, Doc? (What’s Up, Doc?)
- 1972: Endstation Hölle (Skyjacked)
- 1972: Brutale Schatten (Un homme est mort)
- 1972–1975: Mannix (Krimiserie, 3 Folgen)
- 1973: Ein Fremder ohne Namen (High Plains Drifter)
- 1973: Paper Moon
- 1974: Der wilde wilde Westen (Blazing Saddles)
- 1974: Kojak – Einsatz in Manhattan (Kojak, Fernsehserie, Folge 1x22 Weg ohne Wiederkehr (The Only Way Out))
- 1974: Chinatown
- 1975: At Long Last Love
- 1975: Der Tag der Heuschrecke (The Day of the Locust)
- 1975: Abenteurer auf der Lucky Lady (Lucky Lady)
- 1975–1976: Ellery Queen (Fernsehserie, 8 Folgen)
- 1976: Serpico (Fernsehserie, 1x09 Folge Die Gewehre (Rapid Fire))
- 1976–1980: One Day at a Time (Fernsehserie, 6 Folgen)
- 1977: Audrey Rose – das Mädchen aus dem Jenseits (Audrey Rose)
- 1977–1978: The Betty White Show (Fernsehserie, 14 Folgen)
- 1976, 1978: Hawaii Fünf-Null (Fernsehserie, 2 Folgen)
- 1978: Unsere kleine Farm (Little House on the Prairie, Fernsehserie, Folge 8x98 Harriets Klatschzeitung (Harriet’s Happenings))
- 1979: Heiße Hölle Acapulco (Sunburn)
- 1979–1983: Love Boat (Fernsehserie, 3 Folgen)
- 1980: Hart aber herzlich (Hart to Hart, Folge 1x20 Brillanten auf Kreuzfahrt (Cruise at Your Own Risk))
- 1980–1988: Magnum (Fernsehserie, 158 Folgen)
- 1982: Simon & Simon (Fernsehserie Folge 2x14 Die Smaragdmieze (Emeralds Are Not a Girl’s Best Friend))
- 1984: Das turbogeile Gummiboot (Up the Creek)
- 1986/1992: Mord ist ihr Hobby (Murder, She wrote, Fernsehserie, 2 Folgen)
- 1989: In 80 Tagen um die Welt (Around The World In 80 Days, Fernseh-Miniserie)
- 1989: Gummibärchen küßt man nicht
- 1990: Zurück in die Vergangenheit (Fernsehserie, Folge 2x13 Die Reifeprüfung (Another Mother))
- 1991: Sherlock Holmes muß sterben (Hands of a Murderer; Fernsehfilm)
- 1990–1991: Der Hogan-Clan (Valerie, Fernsehserie, 13 Folgen)
- 1993: Berlin Break (Fernsehserie, 26 Folgen)
- 1996: Die Brady Family 2 (A Very Brady Sequel)